# Rypsyma

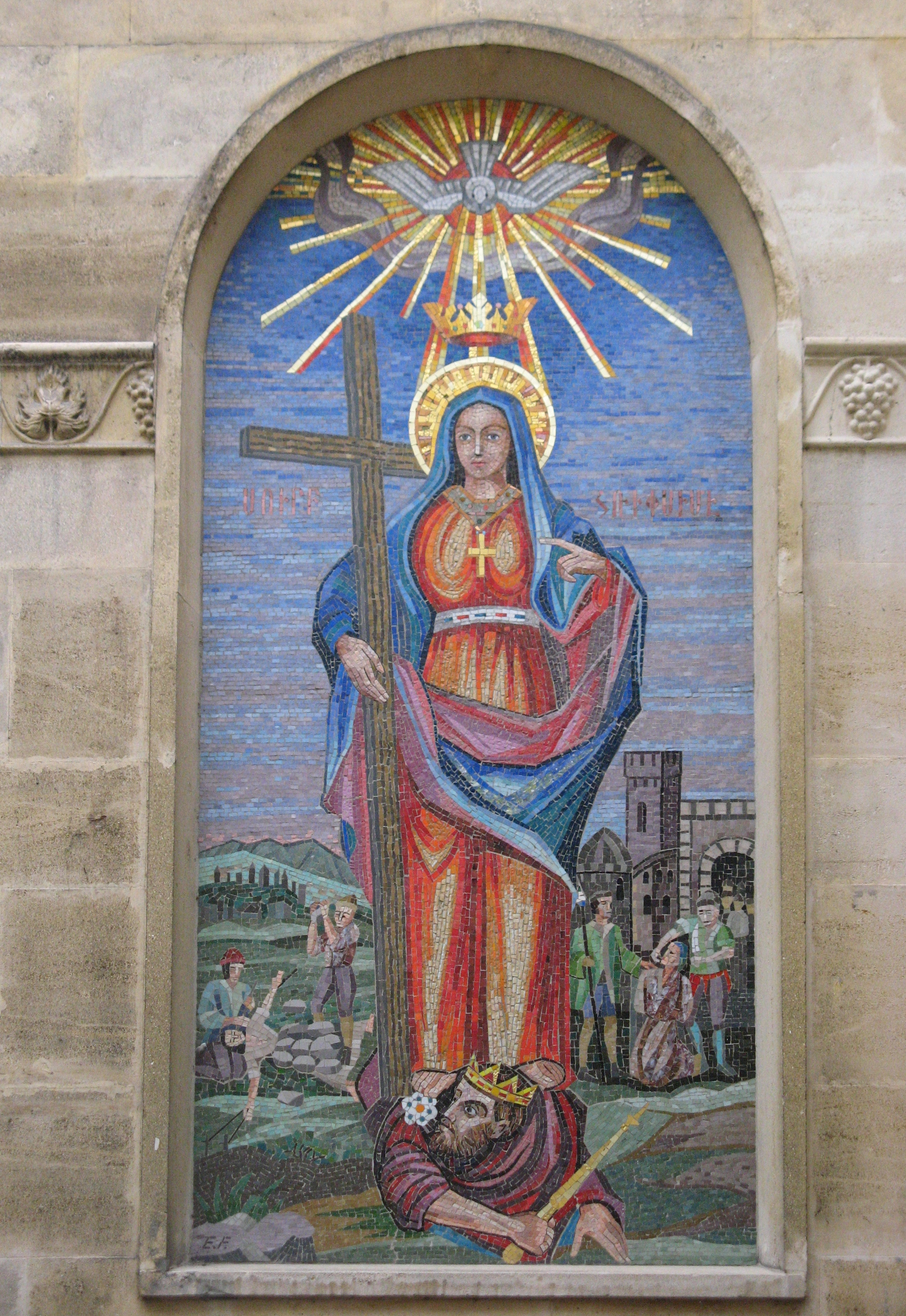
Św. Rypsyma na mozaice w Wiedniu

Rypsyma – imię żeńskie pochodzenia greckiego, którego patronką jest św. Rypsyma, zm. ok. 303 roku w Armenii. Imię to prawdopodobnie jest wtórnie spolonizowaną ormiańską (orm. Hiripsime) formą greckiej Eufrozyny.
Rypsyma imieniny obchodzi 29 września. 
Święta Rypsyma W 301 roku do Armenii przywędrowało czterdzieści chrześcijańskich dziewcząt, które pod przewodnictwem ksieni Gajane żyły w klasztorze świętego Pawła w górach starożytnego Rzymu za panowania cesarza Dioklecjana. Cesarz Dioklecjana urzeczony urodą jednej z dziewcząt, której na imię było Rypsyma (Ripsime), chciał ją poślubić. Ripsime nie chcąc wypełnić woli cesarza i stać się jego żona wraz z przyjaciółkami schroniła się w Aleksandrii. Tradycja mówi, że dziewczęta miały objawienie Matki Bożej, która ukazała im drogę do Armenii. Ormiański król Tiridates III, dowiedziawszy się, co się stało z dziewczynami w Rzymie, chciał również poślubić piękną Ripsime. Ją samą oraz ksenie Gajane razem z dziewczętami, sprowadzono do pałacu królewskiego. Król chciał, aby Ripsime należała do niego, ale dziewica odparła, że ona należy tylko do Chrystusa. Odmowa Ripsime spowodowała, że król wpadł w wściekłość i rozkazał ukamienować wszystkie 40 dziewcząt (tylko świętej Ninie udało się uratować, która w przyszłości przyczyniła się do ochrzczenia Gruzji ). Po egzekucji niewinnych chrześcijańskich dziewcząt, król Tiridates zapadł na poważną chorobę nerwów. Od szaleństwa króla Tiridates uzdrowił Św. Grzegorz Oświeciciel (ok. 257 r – ok. 326 r.), a następnie, wierząc w moc wiary chrześcijańskiej, król Tiridates III przyjął chrzest i jako pierwszy na świecie ogłosił chrześcijaństwo religią państwową w Armenii (301).
Na cześć Świętej Rypsymy w roku 618 w Eczmiadzynie zbudowano kościół, który zachował się do naszych czasów jako najlepszy przykład architektury średniowiecznej Armenii.